# Vermicella
Vermicella – rodzaj jadowitych węży z rodziny zdradnicowatych (Elapidae).

## Zasięg występowania
Rodzaj obejmuje gatunki występujące w Australii.

## Systematyka

### Etymologia
- Vermicella: zdrobnienie łac. vermis „robak”[6].
- Homaloselaps: gr. ὁμαλος homalos „równy, gładki”[7]; ελλοψ ellops, ελλοπος ellopos (także ελοψ elops, ελοπος elopos) „rodzaj jakiegoś węża”[8]. Gatunek typowy: Elaps occipitalis A.M.C. Duméril, Bibron & A.H.A. Duméril, 1854 (= Calamaria annulata J.E. Gray, 1849).

### Podział systematyczny
Do rodzaju należą następujące gatunki:
- Vermicella annulata – bandybandy[9]
- Vermicella intermedia
- Vermicella multifasciata
- Vermicella parscauda
- Vermicella snelli
- Vermicella vermiformis